# Pedro Otaegi
Pedro Otaegi (Beizama, 1938) es un actor español.

## Biografía
Comenzó a principios de los años 80, en el mundo de la interpretación, bajo la dirección de Imanol Elias, en el Grupo Antxieta Antzerrki. Unos años más tarde fue invitado a la sesión de Goenkale de ETB, que fue recomendado por su vecino y actor Kontxu Odriozola. Debutó en 2009 con la película Ander.

## Filmografía

### Cine
- Aitona Martin eta biok (2004)
- Ander (2009)
- Leon apaizaren eskarmentua (2011)

### Televisión
- Goenkale (1994)
- Pilotari (2007)
- Euskolegas (2009)